# Monumento a Emilio Castelar (Cádiz)

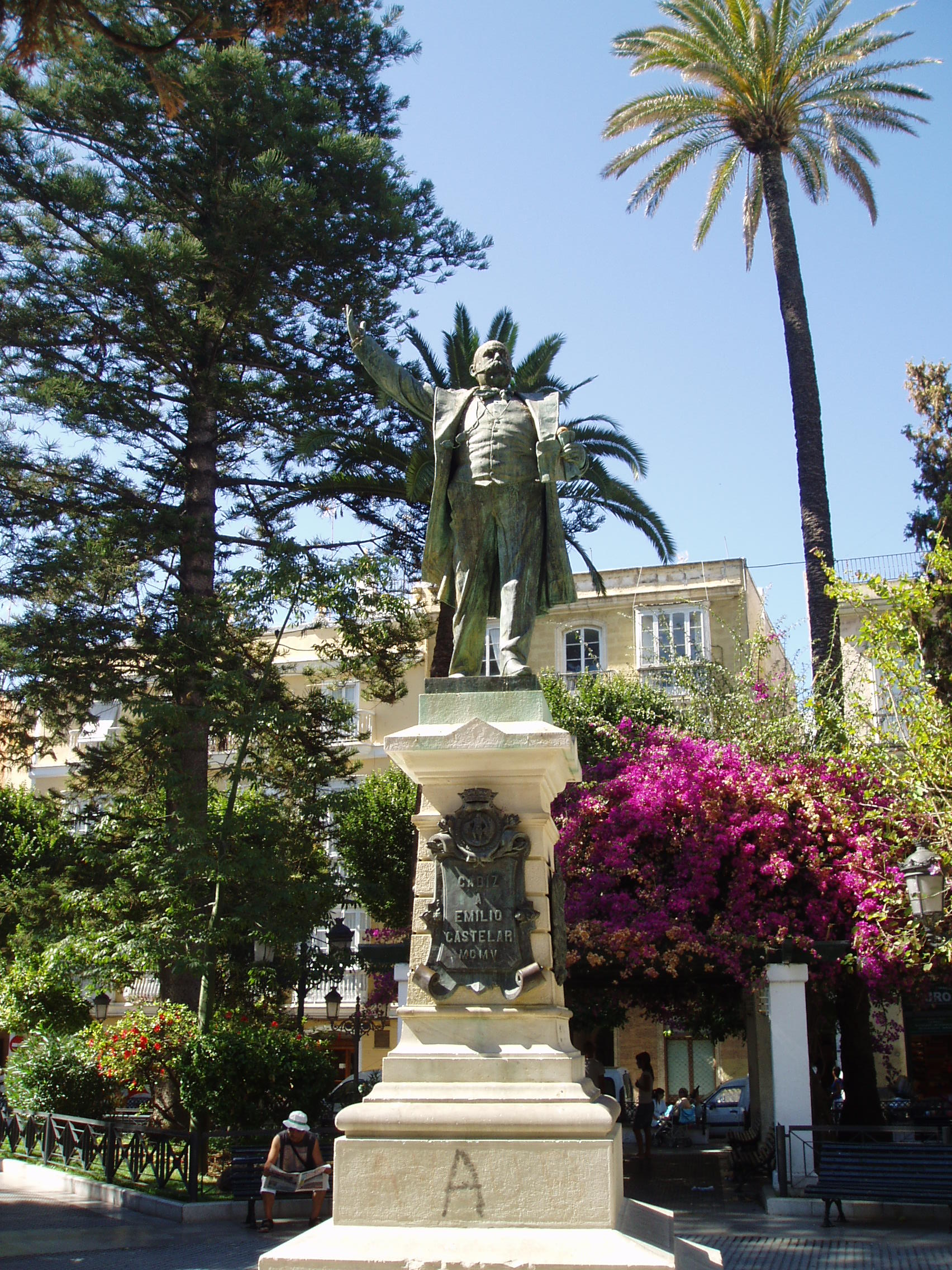
Monumento a Emilio Castelar.

El Monumento a Emilio Castelar de Cádiz (España), obra del escultor Eduardo Barrón, se encuentra en el centro de la que fue Plaza de Castelar, actual plaza de la Candelaria. Rinde homenaje al gaditano Emilio Castelar, que nació en el número 1 de la misma plaza, el 7 de septiembre de 1832. En su lugar había anteriormente una pequeña fuente. La iniciativa se debió al alcalde Luis José Gómez Aramburu. La fundición la realizó en 1905 Ignacio Arias, en Madrid. 
Consta de una base cuadrada, con pedestal de piedra y la estatua en lo alto, representando el momento de un discurso. Fue inaugurado el 5 de octubre de 1906, asistiendo a la ceremonia Segismundo Moret. 
En el fuste, al frente, tiene colocada una placa de bronce que proclama: 
CADIZ A EMILIO CASTELAR MCMV 
Posteriormente, fueron instaladas otras dos laterales que dicen: 
EL 1.er AYUNTAMIENTO DE LA 2.ª REPUBLICA ESPAÑOLA A EMILIO CASTELAR EN EL 1.er CENTENARIO DE SU NACIMIENTO. 7 SEPTIEMBRE. 1832-1932. 
ARGENTINA. BOLIVIA. BRASIL. CHILE. COLOMBIA. COSTA RICA. CVBA. DOMINICANA. ECVADOR. GVATEMALA. HAITI. HONDVRAS. MEXICO. NICARAGVA. PANAMA. PARAGVAY. PERV. PORTVGAL. VRVGVAY. VENEZVELA. AL EMINENTE REPVBLICO GADITANO EMILIO CASTELAR EN EL PRIMER CENTENARIO DE SV NACIMIENTO. 1832 -7 SEPTIEMBRE- 1932. HOMENAJE DE LOS CONSVLES IBERO AMERICANOS ACREDITADOS EN CADIZ